# Municipio de St. Paul
El municipio de St. Paul (en inglés: St. Paul Township) es un municipio ubicado en el condado de Stutsman en el estado estadounidense de Dakota del Norte. En el año 2010 tenía una población de 71 habitantes y una densidad poblacional de 0,76 personas por km².

## Geografía
El municipio de St. Paul se encuentra ubicado en las coordenadas 46°51′22″N 99°22′22″O / 46.85611, -99.37278. Según la Oficina del Censo de los Estados Unidos, el municipio tiene una superficie total de 93.2 km², de la cual 83,45 km² corresponden a tierra firme y (10,45 %) 9,74 km² es agua.

## Demografía
Según el censo de 2010, había 71 personas residiendo en el municipio de St. Paul. La densidad de población era de 0,76 hab./km². De los 71 habitantes, el municipio de St. Paul estaba compuesto por el 97,18 % blancos, el 2,82 % eran amerindios. Del total de la población el 0 % eran hispanos o latinos de cualquier raza.